# Jack Barnes
Jack Barnes (ur. 16 maja 1911, zm. w 2007) – brytyjski lekkoatleta, płotkarz i sprinter, medalista mistrzostw Europy z 1938.
Zdobył srebrny medal w sztafecie 4 × 400 metrów (w składzie: Barnes, Alfred Baldwin, Alan Pennington i Godfrey Brown) na mistrzostwach Europy w 1938 w Paryżu. Wystąpił na tych mistrzostwach również w biegu na 400 metrów przez płotki, ale odpadł w biegu eliminacyjnym.
Jego rekord życiowy w biegu na 400 metrów przez płotki wynosił 54,6 s (ustanowiony 27 czerwca 1937 w Antwerpii).
Ukończył studia z zakresu chemii w Oriel College w Oksfordzie, a także w University College London i Battersea Polytechnic. Pracując w firmie Kemball Bishop and Co odegrał istotną rolę w zaprojektowaniu zakładu produkującego jako pierwszy przemysłowe ilości penicyliny. Zmarł w wieku 96 lat.